# Кањонкл
Кањонкл (фр. Cagnoncles) насеље је и општина у североисточној Француској у региону Север-Па д Кале, у департману Север која припада префектури Камбре.
По подацима из 2011. године у општини је живело 567 становника, а густина насељености је износила 91,01 становника/km². Општина се простире на површини од 6,23 km². Налази се на средњој надморској висини од 67 метара (максималној 86 m, а минималној 47 m).

## Демографија
| 1962. | 1968. | 1975. | 1982. | 1990. | 1999. | 2011. |
| ----- | ----- | ----- | ----- | ----- | ----- | ----- |
| 526   | 555   | 526   | 468   | 492   | 465   | 567   |

График промене броја становника у току последњих година